# ArcLight (ミサイル)
ArcLight計画は国防高等研究計画局（DARPA）によるタイコンデロガ級イージス巡洋艦に搭載可能なほぼ地球上のどこへでも攻撃可能なミサイルの開発計画で水上艦に弾道ミサイル潜水艦と同等の能力を備える計画だった。
DARPAによればArcLight計画は現在のRIM-161スタンダード・ミサイル3のブースターを流用して極超音速滑空能力を備え、100-200 lb (45-90 kg)の弾頭を運搬する計画だった 仕様は水上艦で運搬するArcLightミサイルを2,300 miles (3,700 km)彼方の標的に命中させる予定だった。ミサイルは旧式化したトマホーク巡航ミサイルを更新して大半の水上艦に装備される標準的なMk41 VLSから発射する能力を付与する予定だった。
さらにArcLightミサイルは航空機やBGM-109を搭載する潜水艦からも発射できる能力を有する予定だった。
Arthur Mabbett博士がDARPA計画の主任で異なる2形式のミサイルの設計の開発と試験を担当した。
DARPAの2012年度の予算でArcLightミサイル計画は終焉を迎えた  
理由は開発にさらに作業が必要で充分な揚抗比が得られない事が原因だった。2011年にはもはや予算は与えられなかった。DARPAはArcLightをPrompt Global Strikeの一部であるとは言及せず、トマホーク巡航ミサイルのような戦域拠点システムとして位置付けていた。